# IBU Cup 2024/2025
IBU Cup 2024/2026 byl 17. ročníkem druhého nejvyššího okruh závodů v biatlonu pořádaným Mezinárodní biatlonovou unií (IBU). 
Probíhal od 28. listopadu 2024, kdy odstartoval závody ve švédském Idre, skončil 15. března 2025 v estonském Otepää. Hlavní událostí tohoto ročníku bude Mistrovství Evropy konané ve italské obci Martell v lednu 2025, jehož výsledky se započítávají do hodnocení IBU Cupu.
Celková vítězství z minulého ročníku obhajovali Nor Mats Øverby mezi muži a Francouzka Océane Michelonová mezi ženami.
V září 2022 bylo na kongresu Mezinárodní biatlonové unie potvrzení prodloužení vyloučení ruského a běloruského národního svazu, což mělo za následek, že sportovci těchto zemí nebudou moci nadále soutěži na jakýchkoliv událost konaných pod záštitou IBU. K vyloučení došlo pro po ruské invazi vůči Ukrajině v únoru 2022.
Mezi muži se celkovým vítězem stal 21letý Nor Isak Frey, který v průběhu ročníku ovládl šest individuálních závodů. Kromě celkového vítězství získal malý křišťálový glóbus také pro závodníka do 23 let, za vytrvalostní závody, sprinty a stíhací závody.
Mezi ženami triumfovala 24letá Francouzka Camille Benedová.

## Program
Program IBU Cupu 2024/2025:
| Místo konání   | Datum konání                     | Sprint | Stíhací závod | Zkrácený vytrvalostní závod | Vytrvalostní závod | Hromadný start | Štafeta | Smíšená štafeta | Smíšený závod dvojic |
| -------------- | -------------------------------- | ------ | ------------- | --------------------------- | ------------------ | -------------- | ------- | --------------- | -------------------- |
| Idre Fjäll     | 25. listopadu – 1. prosince 2024 | ● ●    | ●             |                             |                    |                |         |                 |                      |
| Geilo          | 2.–7. prosince 2024              | ●      | ●             |                             | ●                  |                |         |                 |                      |
| Obertilliach   | 16.–22. prosince 2024            | ●      |               |                             |                    | ●              |         | ●               | ●                    |
| Velký Javor    | 6.–12. ledna 2025                | ●      | ●             | ●                           |                    |                |         |                 |                      |
| Brezno-Osrblie | 13.–18. ledna 2024               | ●      |               |                             |                    | ●              |         | ●               | ●                    |
| Martell (ME)   | 29. ledna – 2. února 2025        | ●      | ●             |                             | ●                  |                | ●       |                 |                      |
| Ridnaun        | 3.–8. února 2024                 | ●      | ●             |                             |                    | ●              |         |                 |                      |
| Otepää         | 3.–9. března 2025                | ●      | ●             |                             |                    | ●              |         |                 |                      |
| Otepää         | 10.–15. března 2025              | ●      |               |                             | ●                  |                |         | ●               | ●                    |

## Pódiová umístění

### Muži
| Č.  | Datum              | Místo          | Disciplína                  | Délka   | Vítěz                      | Druhé místo                | Třetí místo            | Vedoucí IC (po závodě) |
| --- | ------------------ | -------------- | --------------------------- | ------- | -------------------------- | -------------------------- | ---------------------- | ---------------------- |
| 1.  | 28. listopadu 2024 | Idre Fjäll     | sprint                      | 10 km   | Sverre Dahlen Aspenes      | Martin Uldal               | Antonin Guigonnat      | Aspenes                |
| 2.  | 30. listopadu 2024 | Idre Fjäll     | sprint                      | 10 km   | Isak Frey                  | Johan-Olav Botn            | Martin Uldal           | Uldal                  |
| 3.  | 1. prosince 2024   | Idre Fjäll     | stíhací závod               | 12,5 km | Isak Frey                  | Johan-Olav Botn            | Martin Uldal           | Frey                   |
| 4.  | 4. prosince 2024   | Geilo          | vytrvalostní závod          | 20 km   | Isak Frey                  | Johan-Olav Botn            | Simon Kaiser           | Frey                   |
| 5.  | 6. prosince 2024   | Geilo          | sprint                      | 10 km   | Martin Uldal               | Johan-Olav Botn            | Sverre Dahlen Aspenes  | Frey                   |
| 6.  | 7. prosince 2024   | Geilo          | stíhací závod               | 12,5 km | Martin Uldal               | Johan-Olav Botn            | Sverre Dahlen Aspenes  | Uldal                  |
| 7.  | 19. prosince 2024  | Obertilliach   | sprint                      | 10 km   | Johannes Dale-Skjevdal     | Johan-Olav Botn            | Sivert Guttorm Bakken  | Botn                   |
| 8.  | 21. prosince 2024  | Obertilliach   | hromadný start (60)         | 15 km   | Johan-Olav Botn            | Isak Frey                  | Johannes Dale-Skjevdal | Botn                   |
| 9.  | 9. ledna 2025      | Velký Javor    | sprint                      | 10 km   | Johannes Dale-Skjevdal     | Sivert Guttorm Bakken      | Sverre Dahlen Aspenes  | Frey                   |
| 10. | 11. ledna 2025     | Velký Javor    | sprint                      | 10 km   | Johannes Dale-Skjevdal     | Isak Frey                  | Roman Rees             | Frey                   |
| 11. | 12. ledna 2025     | Velký Javor    | stíhací závod               | 12,5 km | Johannes Dale-Skjevdal     | Isak Frey                  | David Zobel            | Frey                   |
| 12. | 15. ledna 2025     | Brezno-Osrblie | zkrácený vytrvalostní závod | 15 km   | Sivert Guttorm Bakken      | Sverre Dahlen Aspenes      | Isak Frey              | Frey                   |
| 13. | 17. ledna 2025     | Brezno-Osrblie | sprint                      | 10 km   | Isak Frey                  | Fabian Müllauer            | Sivert Guttorm Bakken  | Frey                   |
| 14. | 29. ledna 2025     | Martell (ME)   | vytrvalostní závod          | 20 km   | Isak Frey                  | Fredrik Mühlbacher         | Emil Nykvist           | Frey                   |
| 15. | 31. ledna 2025     | Martell (ME)   | sprint                      | 10 km   | Sivert Guttorm Bakken      | Vetle Sjåstad Christiansen | Fredrik Mühlbacher     | Frey                   |
| 16. | 1. února 2025      | Martell (ME)   | stíhací závod               | 12,5 km | Patrick Braunhofer         | Isak Frey                  | Sverre Dahlen Aspenes  | Frey                   |
| 17. | 5. února 2025      | Ridnaun        | sprint                      | 10 km   | David Zobel                | Sivert Guttorm Bakken      | Paul Schommer          | Frey                   |
| 18. | 7. února 2025      | Ridnaun        | stíhací závod               | 12,5 km | Johannes Dale-Skjevdal     | Isak Frey                  | Paul Schommer          | Frey                   |
| 19. | 8. února 2025      | Ridnaun        | hromadný start (60)         | 15 km   | Johannes Dale-Skjevdal     | Simon Kaiser               | Isak Frey              | Frey                   |
| 20. | 6. března 2025     | Otepää         | sprint                      | 10 km   | Isak Frey                  | Vetle Sjåstad Christiansen | Johannes Dale-Skjevdal | Frey                   |
| 21. | 8. března 2025     | Otepää         | stíhací závod               | 12,5 km | Johan-Olav Botn            | Vetle Sjåstad Christiansen | Johannes Dale-Skjevdal | Frey                   |
| 22. | 9. března 2025     | Otepää         | hromadný start              | 15 km   | Vetle Sjåstad Christiansen | Johan-Olav Botn            | Isak Frey              | Frey                   |
| 23. | 12. března 2025    | Otepää         | zkrácený vytrvalostní závod | 15 km   | Sivert Guttorm Bakken      | Roman Rees                 | Lucas Fratzscher       | Frey                   |
| 24. | 14. března 2025    | Otepää         | sprint                      | 10 km   | Johan-Olav Botn            | Sverre Dahlen Aspenes      | Roman Rees             | Frey                   |

### Ženy
| Č.  | Datum              | Místo          | Disciplína                  | Délka   | Vítězka                      | Druhé místo                  | Třetí místo                  | Vedoucí IC (po závodě) |
| --- | ------------------ | -------------- | --------------------------- | ------- | ---------------------------- | ---------------------------- | ---------------------------- | ---------------------- |
| 1.  | 28. listopadu 2024 | Idre Fjäll     | sprint                      | 7,5 km  | Paula Botetová               | Chloé Chevalierová           | Anna Weidelová               | Botetová               |
| 2.  | 30. listopadu 2024 | Idre Fjäll     | sprint                      | 7,5 km  | Ida Lienová                  | Paula Botetová               | Camille Benedová             | Botetová               |
| 3.  | 1. prosince 2024   | Idre Fjäll     | stíhací závod               | 10 km   | Ida Lienová                  | Anna Weidelová               | Camille Benedová             | Botetová               |
| 4.  | 4. prosince 2024   | Geilo          | vytrvalostní závod          | 15 km   | Camille Benedová             | Marit Øygardová              | Fany Bertrandová             | Benedová               |
| 5.  | 6. prosince 2024   | Geilo          | sprint                      | 7,5 km  | Paula Botetová               | Marlene Fichtnerová          | Johanna Skottheimová         | Botetová               |
| 6.  | 7. prosince 2024   | Geilo          | stíhací závod               | 10 km   | Marlene Fichtnerová          | Chloé Chevalierová           | Paula Botetová               | Botetová               |
| 7.  | 19. prosince 2024  | Obertilliach   | sprint                      | 7,5 km  | Ilaria Scattolová            | Gilonne Guigonnatová         | Paula Botetová               | Botetová               |
| 8.  | 21. prosince 2024  | Obertilliach   | hromadný start (60)         | 12,5 km | Stefanie Schererová          | Paula Botetová               | Camille Benedová             | Botetová               |
| 9.  | 9. ledna 2025      | Velký Javor    | sprint                      | 7,5 km  | Amandine Menginová           | Sophie Chauveauová           | Rebecca Passlerová           | Botetová               |
| 10. | 11. ledna 2025     | Velký Javor    | sprint                      | 7,5 km  | Gilonne Guigonnatová         | Amandine Menginová           | Voldiya Galmaceová Paulinová | Benedová               |
| 11. | 12. ledna 2025     | Velký Javor    | stíhací závod               | 10 km   | Amandine Menginová           | Ragnhild Femsteineviková     | Voldiya Galmaceová Paulinová | Benedová               |
| 12. | 15. ledna 2025     | Brezno-Osrblie | zkrácený vytrvalostní závod | 12,5 km | Karoline Erdalová            | Voldiya Galmaceová Paulinová | Anastasija Merkušinová       | Benedová               |
| 13  | 17. ledna 2025     | Brezno-Osrblie | sprint                      | 7,5 km  | Marthe Kråkstad Johansenová  | Voldiya Galmaceová Paulinová | Karoline Erdalová            | Benedová               |
| 14. | 29. ledna 2025     | Martell (ME)   | vytrvalostní závod          | 15 km   | Johanna Puffová              | Marlene Fichtnerová          | Anna Karin Heijdenbergová    | Benedová               |
| 15. | 31. ledna 2025     | Martell (ME)   | sprint                      | 7,5 km  | Anna Karin Heijdenbergová    | Amandine Menginová           | Baiba Bendiková              | Benedová               |
| 16. | 1. února 2025      | Martell (ME)   | stíhací závod               | 10 km   | Baiba Bendiková              | Anna Karin Heijdenbergová    | Linda Zingerleová            | Benedová               |
| 17. | 5. února 2025      | Ridnaun        | sprint                      | 7,5 km  | Voldiya Galmaceová Paulinová | Paula Botetová               | Marthe Kråkstad Johansenová  | Galmaceová Paulinová   |
| 18. | 7. února 2025      | Ridnaun        | stíhací závod               | 10 km   | Voldiya Galmaceová Paulinová | Marthe Kråkstad Johansenová  | Sophie Chauveauová           | Galmaceová Paulinová   |
| 19. | 8. února 2025      | Ridnaun        | hromadný start (60)         | 12,5 km | Sophie Chauveauová           | Camille Benedová             | Rebecca Passlerová           | Galmaceová Paulinová   |
| 20. | 6. března 2025     | Otepää         | sprint                      | 7,5 km  | Gilonne Guigonnatová         | Rebecca Passlerová           | Kristýna Otcovská            | Galmaceová Paulinová   |
| 21. | 8. března 2025     | Otepää         | stíhací závod               | 10 km   | Gilonne Guigonnatová         | Camille Benedová             | Juni Arnekleivová            | Benedová               |
| 22. | 9. března 2025     | Otepää         | hromadný start              | 12,5 km | Kristýna Otcovská            | Paula Botetová               | Camille Benedová             | Benedová               |
| 23. | 12. března 2025    | Otepää         | zkrácený vytrvalostní závod | 12,5 km | Susan Külmová                | Karoline Erdalová            | Camille Benedová             | Benedová               |
| 24. | 14. března 2025    | Otepää         | sprint                      | 7,5 km  | Voldiya Galmaceová Paulinová | Camille Benedová             | Paula Botetová               | Benedová               |

### Mužská štafeta (4×7,5km)
| Č. | Datum         | Místo        | Vítězové                                                                               | Druhé místo                                                 | Třetí místo                                                              | Vedoucí disciplíny (po závodě) |
| -- | ------------- | ------------ | -------------------------------------------------------------------------------------- | ----------------------------------------------------------- | ------------------------------------------------------------------------ | ------------------------------ |
| 1. | 2. února 2025 | Martell (ME) | NorskoVetle Sjåstad Christiansen Sverre Dahlen Aspenes Sivert Guttorm Bakken Isak Frey | NěmeckoLucas Fratzscher Simon Kaiser Roman Rees David Zobel | FrancieThéo Guiraud-Poillot Gaëtan Paturel Oscar Lombardot Rémi Broutier | Norsko                         |

### Ženská štafeta (4×6km)
| Č. | Datum         | Místo        | Vítězky                                                                       | Druhé místo                                                                        | Třetí místo                                                                       | Vedoucí disciplíny (po závodě) |
| -- | ------------- | ------------ | ----------------------------------------------------------------------------- | ---------------------------------------------------------------------------------- | --------------------------------------------------------------------------------- | ------------------------------ |
| 1. | 2. února 2025 | Martell (ME) | NěmeckoStefanie Schererová Anna Weidelová Marlene Fichtnerová Johanna Puffová | FrancieCamille Benedová Sophie Chauveauová Amandine Menginová Gilonne Guigonnatová | ItálieRebecca Passlerová Ilaria Scattolová Birgit Schölzhornová Linda Zingerleová | Francie                        |

### Smíšené závody
| Č. | Datum             | Místo          | Disciplína           | Vítězové                                                                           | Druhé místo                                                                    | Třetí místo                                                                     |
| -- | ----------------- | -------------- | -------------------- | ---------------------------------------------------------------------------------- | ------------------------------------------------------------------------------ | ------------------------------------------------------------------------------- |
| 1. | 22. prosince 2024 | Obertilliach   | smíšená štafeta      | NorskoJohannes Dale-Skjevdal Johan-Olav Botn Siri Skarová Ragnhild Femsteineviková | NěmeckoLucas Fratzscher David Zobel Marion Wiesensarterová Sophia Schneiderová | FrancieGaëtan Paturel Oscar Lombardot Chloé Chevalierová Paula Botetová         |
| 2. | 22. prosince 2024 | Obertilliach   | smíšený závod dvojic | NorskoIsak Frey Marthe Kråkstad Johansenová                                        | FrancieMathieu Garcia Camille Benedová                                         | NěmeckoRoman Rees Stefanie Schererová                                           |
| 3. | 18. ledna 2025    | Brezno-Osrblie | smíšená štafeta      | NorskoMarthe Kråkstad Johansenová Siri Skarová Sverre Dahlen Aspenes Isak Frey     | RakouskoLea Rothschopfová Lara Wagnerová Fredrik Mühlbacher Fabian Müllauer    | ItálieIlaria Scattolová Beatrice Trabucchiová Iapoco Leonesio Nicola Romanin    |
| 4. | 18. ledna 2025    | Brezno-Osrblie | smíšený závod dvojic | NorskoKaroline Erdalová Sivert Guttorm Bakken                                      | ČeskoTereza Vinklárková Tomáš Mikyska                                          | UkrajinaAnastasija Merkušinová Artem Tyščenko                                   |
| 5. | 15. března 2025   | Otepää         | smíšená štafeta      | NěmeckoRoman Rees Simon Kaiser Stefanie Schererová Lisa Maria Sparková             | FrancieDamien Levet Gaëtan Paturel Célia Henaffová Paula Botetová              | NorskoSivert Guttorm Bakken Johan-Olav Botn Karoline Erdalová Juni Arnekleivová |
| 6. | 15. března 2025   | Otepää         | smíšený závod dvojic | FrancieThéo Guiraud-Poillot Gilonne Guigonnatová                                   | NěmeckoLucas Fratzscher Anna Weidelová                                         | NorskoSverre Dahlen Aspenes Gro Randbyová                                       |

## Pořadí IBU Cupu

### Pořadí jednotlivců
Konečné pořadí po 24 závodech

| Muži   | Muži                   | Muži |
| Pořadí | Jméno                  | Body |
| ------ | ---------------------- | ---- |
| 1.     | Isak Frey              | 1494 |
| 2.     | Sivert Guttorm Bakken  | 1276 |
| 3.     | Johan-Olav Botn        | 1144 |
| 4.     | Sverre Dahlen Aspenes  | 991  |
| 5.     | Johannes Dale-Skjevdal | 881  |
| 6.     | Roman Rees             | 821  |
| 7.     | Lucas Fratzscher       | 808  |
| 8.     | Gaëtan Paturel         | 601  |
| 9.     | Simon Kaiser           | 595  |
| 10.    | Nicola Romanin         | 545  |
| 19.    | Mikuláš Karlík         | 269  |
| 24.    | Jakub Štvrtecký        | 254  |
| 47.    | Adam Václavík          | 146  |
| 52.    | Tomáš Mikyska          | 136  |
| 75.    | Luděk Abrahám          | 71   |
| 100.   | David Eliáš            | 31   |
| 101.   | Petr Hák               | 30   |
| 143.   | Vladimír Kocmánek      | 7    |
| 148.   | Jiří Bláha             | 4    |
| 153.   | Jan Gregor             | 2    |

| Ženy   | Ženy                         | Ženy |
| Pořadí | Jméno                        | Body |
| ------ | ---------------------------- | ---- |
| 1.     | Camille Benedová             | 1143 |
| 2.     | Voldiya Galmaceová Paulinová | 1072 |
| 3.     | Paula Botetová               | 934  |
| 4.     | Karoline Erdalová            | 695  |
| 5.     | Gilonne Guigonnatová         | 680  |
| 6.     | Stefanie Schererová          | 652  |
| 7.     | Amandine Menginová           | 631  |
| 8.     | Sophie Chauveau              | 599  |
| 9.     | Marthe Kråkstad Johansenová  | 584  |
| 10.    | Rebecca Passlerová           | 551  |
| 34.    | Kristýna Otcovská            | 240  |
| 61.    | Tereza Vinklárková           | 100  |
| 88.    | Kateřina Pavlů               | 52   |
| 90.    | Heda Mikolášová              | 52   |
| 109.   | Eliška Šibravová             | 29   |
| 122.   | Ilona Plecháčová             | 18   |
| 150.   | Agáta Moskvová               | 2    |